# Nowickia hingstoniae
Nowickia hingstoniae är en tvåvingeart som beskrevs av Louis-Paul Mesnil 1970. Nowickia hingstoniae ingår i släktet Nowickia och familjen parasitflugor. Inga underarter finns listade i Catalogue of Life.